# Lamar (Colorado)
Lamar is een plaats (city) in de Amerikaanse staat Colorado, en valt bestuurlijk gezien onder Prowers County.

## Demografie
Bij de volkstelling in 2000 werd het aantal inwoners vastgesteld op 8869.
In 2006 is het aantal inwoners door het United States Census Bureau geschat op 8356.

## Geografie
Volgens het United States Census Bureau beslaat de plaats een oppervlakte van
11,0 km², geheel bestaande uit land.

## Geboren
- Ken Curtis (1916-1991), acteur